# Czudec
Czudec [ˈt͡ʂudɛt͡s] là một thị trấn thuộc hạt Strzyżów, Subcarpathian Voivodeship, ở phía đông nam Ba Lan. Đó là vị trí của gmina (khu hành chính) được gọi là Gmina Czudec. Nó nằm ở khu vực Hạ Ba Lan, khoảng 8 kilômét (5 mi) về phía đông bắc của Strzyżów và 16 km (10 mi) về phía tây nam của thủ đô khu vực Rzeszów. Ngôi làng có dân số 2.900 người và có một nhà ga đường sắt trên tuyến quan trọng thứ cấp từ Rzeszów đến Jasło.
Lịch sử của Czudec bắt đầu từ năm 1185, khi Mikołaj Bogoria từ thị trấn Bogoria ở Sandomierz cấp một số làng của Hạ Ba Lan cho tu viện Xitô ở Koprzywnica mới thành lập. Trong số những ngôi làng đó có Czudec. Năm 1263 tại Tarnów, hoàng tử Bolesław V the Chaste của Ba Lan đã gặp Daniel of Galicia, để thiết lập một biên giới giữa hai quốc gia. Theo thỏa thuận của họ, Czudec sẽ ở lại Ba Lan, trong khi Rzeszów gần đó thuộc về Red Ruthenia.
Vào ngày 11 tháng 9 năm 1427, Vua Władysław Jagiełło đã cấp điều lệ cho thị trấn quyền Magdeburg áp dụng ở Czudec. Thị trấn mới được phép có một hội chợ một tuần và để tạo ra một số bang hội. Cho đến năm 1610, Czudec thuộc gia đình Strzyżowski. Thị trấn sau đó được chuyển sang tay của gia đình Grabieński (huy hiệu Pomian), người sở hữu nó cho đến năm 1840. Cho đến năm 1772, Czudec thuộc về quận Pilzno của Sandomierz Voivodeship. Sau sự phân vùng của Ba Lan, nó bị Đế chế Habsburg thôn tính và từ năm 1772 đến 1918, thuộc về tỉnh Galicia. Vào thế kỷ 19, đặc quyền thị trấn đã bị từ chối, vì các nghệ nhân của nó không thể cạnh tranh với ngành công nghiệp hiện đại. Cuối cùng, vào năm 1935, chính phủ Cộng hòa Ba Lan thứ hai đã tước Czudec đặc quyền thị trấn; nó vẫn là một ngôi làng kể từ đó
Điểm đáng quan tâm:
- Nhà thờ giáo xứ Baroque Holy Trinity (1721-1735), được xây dựng từ đá của lâu đài Czudec đổ nát,
- Nhà nguyện bên đường St. Martin (1692),
- Một trang viên thế kỷ 17 tên là Lamus, cùng với một công viên,
- Nhà gỗ trong quảng trường chợ,
- Tàn tích của lâu đài Czudec thời trung cổ. Các di tích nằm trên một ngọn đồi có tên là Góra Zamkowa, tại sông Wislok. Vào năm 1938 và 1954, các nhà khảo cổ tìm thấy ở đây một số ví dụ về những bức tường gạch kiểu Gothic. Lâu đài bắt nguồn từ những năm đầu của lịch sử Ba Lan, khi đó là một lãnh địa, bảo vệ biên giới phía đông nam của Lesser Ba Lan. Vào thế kỷ 14, một khu phức hợp bằng gỗ đã được xây dựng, được làm lại theo phong cách Phục hưng vào thế kỷ 16. Năm 1657, trong cuộc xâm lược Ba Lan của Thụy Điển, lâu đài đã bị phá hủy bởi quân đội Transilvanian của George II Rakoczi. Hình ảnh của lâu đài đã được trình bày trên con dấu chính thức của Czudec, vào thời kỳ nó là một thị trấn (1427-1935). Nó cũng là huy hiệu hiện tại của làng